# Schizocarphus nervosus
Schizocarphus nervosus är en sparrisväxtart som först beskrevs av William John Burchell, och fick sitt nu gällande namn av Van der Merwe. Schizocarphus nervosus ingår i släktet Schizocarphus och familjen sparrisväxter. Inga underarter finns listade i Catalogue of Life.